# Garrett Sim
Garrett Timothy Sim (Portland, Oregón, 10 de julio de 1990) es un baloncestista estadounidense, que pertenece a la plantilla del ÉB Pau-Orthez de la LNB Pro A francesa. Con 1,88 metros de estatura, juega en la posición de base.

## Trayectoria deportiva
Jugó cuatro temporadas con los Ducks de la universidad de Oregón y tras no ser elegido en el Draft de la NBA de 2012, se marcharía a Alemania para debutar como profesional en las filas del Science City Jena donde jugaría dos temporadas, tras un breve paso por la liga canadiense en las filas de los Vancouver Volcanoes.
La temporada 2014-2015 formó parte del Crailsheim Merlins alemán. Al año siguiente se marchó a jugar al S.O.M. Boulogne de la Pro B, la segunda categoría del baloncesto francés, donde realizó una buena temporada.
En junio de 2016 cambiaría de equipo en Francia para firmar por dos temporadas con el JL Bourg Basket de la Pro B, En las filas del JL Bourg Basket disputaría 4 temporadas consecutivas en la Pro A francesa.
En la temporada 2020-21, firma por el Élan Sportif Chalonnais de la Pro A francesa.
En la temporada 2021-22, firma por el Sigortam.Net İTÜ de la Türkiye 1. Basketbol Ligi, la segunda competición de baloncesto de Turquía.
El 24 de agosto de 2022 fichó por el Élan Béarnais Pau-Orthez de la Pro A francesa.